# Горюшино
Горю́шино (рос. Горюшино) — селище (колишнє село) у складі Зоринського району Алтайського краю, Росія. Входить до складу Сосновської сільської ради.

## Населення
Населення — 11 осіб (2010; 12 у 2002).
Національний склад (станом на 2002 рік):
- росіяни — 100 %